# La Toile d'araignée (film, 1975)
Pour les articles homonymes, voir La Toile d'araignée.
Pour plus de détails, voir Fiche technique et Distribution.
La Toile d'araignée (titre original : The Drowning Pool) est un film américain réalisé par Stuart Rosenberg, sorti en 1975.

## Synopsis
Le détective privé californien Lew Harper (Paul Newman) est appelé en Louisiane par Iris Devereaux (Joanne Woodward) une ancienne conquête pour résoudre une affaire de chantage. La fille de cette dernière Schuyler (Mélanie Griffith) est impliquée. Harper se trouve également aux prises avec Kilbourne (Murray Hamilton) un magnat du pétrole ainsi que le chef de la police locale Broussard (Anthony Franciosa) qui a un intérêt personnel dans l'affaire...

## Fiche technique
- Titre : La Toile d'araignée
- Titre original : The Drowning Pool
- Réalisation : Stuart Rosenberg
- Scénario : Tracy Keenan Wynn, Walter Hill et Lorenzo Semple Jr., d'après le roman Noyade en eau douce de Ross Macdonald
- Production : David Foster et Lawrence Turman
- Musique : Michael Small
- Photographie : Gordon Willis
- Costumes : Donald Brooks (pour Joanne Woodward)
- Montage : John C. Howard (en)
- Pays de production : États-Unis
- Format : Couleurs - 2,35:1 - Mono
- Genre : Thriller
- Durée : 108 minutes
- Date de sortie : 1975
- Affiches : Bill Gold (États-Unis), Jean Mascii (France)

## Distribution
- Paul Newman (VF : Marcel Bozzuffi) : Lew Harper
- Joanne Woodward (VF : Claire Maurier) : Iris Devereaux
- Anthony Franciosa (VF : Jean Berger) : Chef Broussard
- Murray Hamilton (VF : Jacques Dynam) : Kilbourne
- Gail Strickland (VF : Françoise Giret) : Mavis Kilbourne
- Melanie Griffith (VF : Sylvie Feit) : Schuyler Devereaux
- Linda Haynes (VF : Béatrice Delfe) : Gretchen
- Richard Jaeckel (VF : Daniel Gall) : Lt. Franks
- Paul Koslo (VF : Sady Rebbot) : Candy
- Joe Canutt : Glo
- Andrew Robinson (VF : Jacques Ferrière) : Pat Reavis
- Coral Browne : Olivia Devereaux
- Richard Derr : James Devereaux